# Alexandrina Pendatchanska
Alexandrina Pendatchanska (en búlgaro: Александрина Пендачанска) (Sofía, Bulgaria; 24 de septiembre de  1970) es una soprano búlgara. 

## Trayectoria
Estudió piano desde su infancia, luego se graduó en la Escuela Nacional de Música en piano y canto (su profesora vocal fue su propia madre, Valerie Popova).
Debutó a los 17 años en el rol de Violetta de La Traviata. Rápidamente comenzó a ganar varias competencias internacionales de canto: Competencia Antonín Dvořák en Karlovy Vary, segundo premio en la Competencia Vocal internacional de Bilbao (1988), y el primer premio en la Universidad de Sudáfrica (UNISA) en Pretoria (1990). Su debut fuera de Bulgaria tuvo lugar en Bilbao, donde cantó el protagónico de Lucia di Lammermoor.
Causó especial sensación con la interpretación del rol protagónico de Esclarmonde en el Teatro Regio de Turín en noviembre de 1992 (grabada en VHS y luego en DVD), en aquel momento, con sólo 22 años.
Durante las temporadas operísticas de 1997-2001 interpretó Elizabeta de Roberto Devereux, Ermione, Adina de L'elisir d'amore, una de las hermanas de Suor Angelica, Luisa Miller.
Sus otros roles operísticos incluyen: La Reina de la noche de La flauta mágica; Ofelia de Hamlet; Lucía; Gilda de Rigoletto; Violetta de La Traviata; Adalgisa de Norma; Parisina de Parisina; La donna del lago
El repertorio de Alexandrina Pendachanska incluye también los roles de Donna Anna y Donna Elvira de Don Giovanni, Vitellia de La clemenza di Tito, y Elettra de Idomeneo. A la par de su actividad en los escenarios, también participa en diversos programas de concierto alrededor del mundo, incluyendo festivales de música. En su repertorio se incluye también Requiem de Verdi, Stabat Mater de Rossini, Le Roi David de Arthur Honegger.
Participó en la grabación de óperas de Glinka, Donizetti y Verdi, algunas editadas en formato DVD.